# ヤコブ・ムレンガ
ヤコブ・ムレンガ（Jacob Mulenga、1984年2月12日 - ）は、ザンビアの元サッカー選手。元ザンビア代表。現役時代のポジションはFW。
氏名に関してはジェイコブ・ムレンガの表記も見られる。

## クラブ歴
2005年にリーグ・ドゥのLBシャトールーへ移籍。2007-08シーズンはリーグ・アンのRCストラスブールへレンタル移籍を果たした。その後2009年にFCユトレヒトへ移籍し、同クラブで活躍した。
2014年にアダナ・デミルスポルへ移籍し、2015年1月17日に石家荘永昌足球倶楽部へ移籍した。
2018年1月、遼寧宏運足球倶楽部へ移籍した。
2020年10月、ゴー・アヘッド・イーグルスに加入した。

## 代表歴
2004年に代表初出場。その後、アフリカネイションズカップ2008、2010、2013に出場したが、同国が優勝を果たしたアフリカネイションズカップ2012の時は腿の負傷で出場する事が出来なかった。

## 個人
彼はキリスト教徒である。

## 個人成績
代表での得点一覧
| No | 日附          | 場所                                                 | 対戦相手   | 得点 | 結果 | 大会                                     |
| -- | ------------- | ---------------------------------------------------- | ---------- | ---- | ---- | ---------------------------------------- |
| 1. | 2008年1月22日 | クマシ・ババ・ヤラ・スタジアム                       | スーダン   | 2–0  | 3–0  | アフリカネイションズカップ2008           |
| 2. | 2010年1月13日 | ルバンゴ・エスタジオ・ナシオナル・ダ・トゥンダヴァラ | チュニジア | 1–0  | 1–1  | アフリカネイションズカップ2010           |
| 3. | 2010年1月17日 | ルバンゴ・エスタジオ・ナシオナル・ダ・トゥンダヴァラ | カメルーン | 1–0  | 2–3  | アフリカネイションズカップ2010           |
| 4. | 2013年6月8日  | ンドラ・レヴィー・ムワナワサ・スタジアム             | レソト     | 1–0  | 4–0  | 2014 FIFAワールドカップ・アフリカ2次予選 |
| 5. | 2013年6月8日  | ンドラ・レヴィー・ムワナワサ・スタジアム             | レソト     | 3–0  | 4–0  | 2014 FIFAワールドカップ・アフリカ2次予選 |
| 6. | 2013年6月15日 | ンドラ・レヴィー・ムワナワサ・スタジアム             | スーダン   | 1–0  | 1–1  | 2014 FIFAワールドカップ・アフリカ2次予選 |